# Софткор (порнография)
Софткор-порнография (англ. softcore porn), или порноэротика, — фото- или видеосъёмка, имеющая выраженный эротический или же порнографический эффект. Как правило, она менее откровенна, чем обычная порнография. Содержит обнажённые или полуобнажённые тела моделей или актёров, участвующих в любовных сценах, и предназначена для эстетического и сексуального наслаждения.

## Компоненты

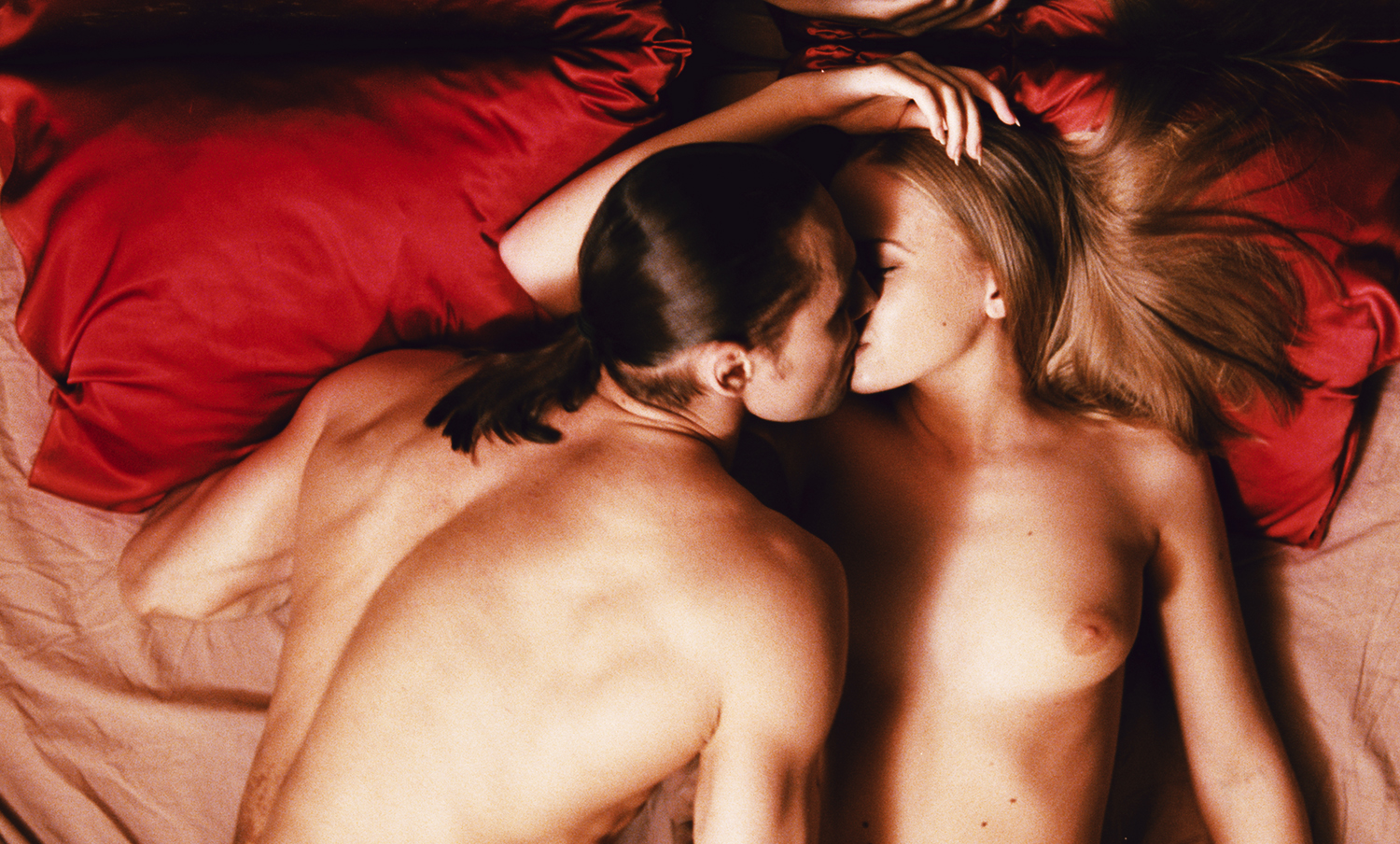
Скриншот из современного фильма софт-порно

Софткор-порнография может включать в себя сексуальную активность между двумя людьми или мастурбацию. Она не содержит явных описаний сексуального проникновения, куннилингуса, минета или эякуляции. Изображение эрекции полового члена может быть запрещено, хотя отношение к этому постоянно меняется. Коммерческая порнография может быть дифференцирована от эротики, которая имеет стремление к высокому искусству.
Части изображений, которые считаются слишком откровенными, могут быть скрыты различными способами, такими как использование укрывающих волос или одежды, тщательно расположенные руки или другие части тела, элементы переднего плана в сцене (часто растения или драпировка) и ракурсы камеры. Половые акты, изображённые в софткор-порнографии, как правило, симулируются (или, по крайней мере, не показывается проникновение) актёрами.
Порнографические кинематографисты иногда делают как хардкор-, так и софткор-версию фильма, с использованием в софткор-версии менее явных ракурсов съемки сексуальных сцен, или используя другие методы, чтобы «смягчить» любую неприемлемую особенность. Версия софткор может, например, быть отредактирована для внутреннего PPV-рынка.
Полная нагота является обычным явлением в нескольких журналах, а также в фотографии. В современных фильмах и на телевидении обнажённые сцены становятся все более популярными. Обнажённая натура и сексуальный контент также доступны в Интернете.

## Регулирование и цензура

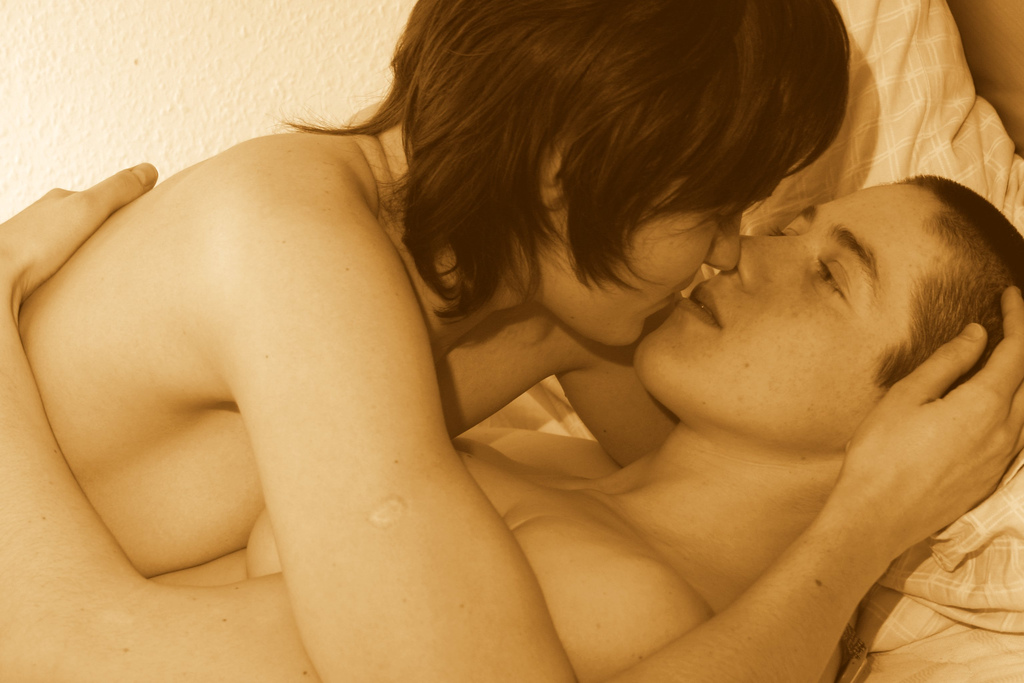
Лесбийское софт-порно

Софткор-фильмы, как правило, менее регламентированы и ограничены, чем хардкор-порнография и обеспечивают различные рынки. В большинстве стран софткор-фильмы имеют право на рейтинг фильмов, как правило, на ограниченный рейтинг, хотя многие такие фильмы также выходят без рейтинга. Как и в случае с хардкорными фильмами, доступность софткор-фильмов зависит от местных законов. Они могут быть доступны для аренды вместе с материалами, не относящимися к софткору, в магазине видеопроката, или доступны через интернет-магазины. В некоторых более ограничительных юрисдикциях такие фильмы могут быть доступны только в секс-шопе. В странах, которые разрешают аренду софткор-фильмов, могут быть ограничения на открытую демонстрацию фильмов. Кроме того, показ таких фильмов может быть ограничен до достижения определённого возраста, как правило, 18 лет. По крайней мере одна страна, Германия, имеет различные возрастные ограничения для хардкор- и софткор-порнографии. Софткор-материалы, как правило, получают рейтинг FSK-16 (запрещено к продаже лицам младше 16 лет), а хардкор-материалы получают FSK-18 (запрещено к продаже лицам младше 18 лет). В некоторых странах вещание софткор-фильмов широко распространено в сетях кабельного телевидения, таких как Cinemax, которая производит свои собственные софткор-фильмы и телесериалы.
В некоторых странах изображения женских половых органов обрабатываются цифровым способом, поэтому они не слишком детализированы. Австралийская порноактриса сообщает, что образ её собственных гениталий, проданных порнографическим журналам, в разных странах подверглись цифровой обработке для изменения размера и формы половых губ в соответствии со стандартами цензуры в разных странах.

## История

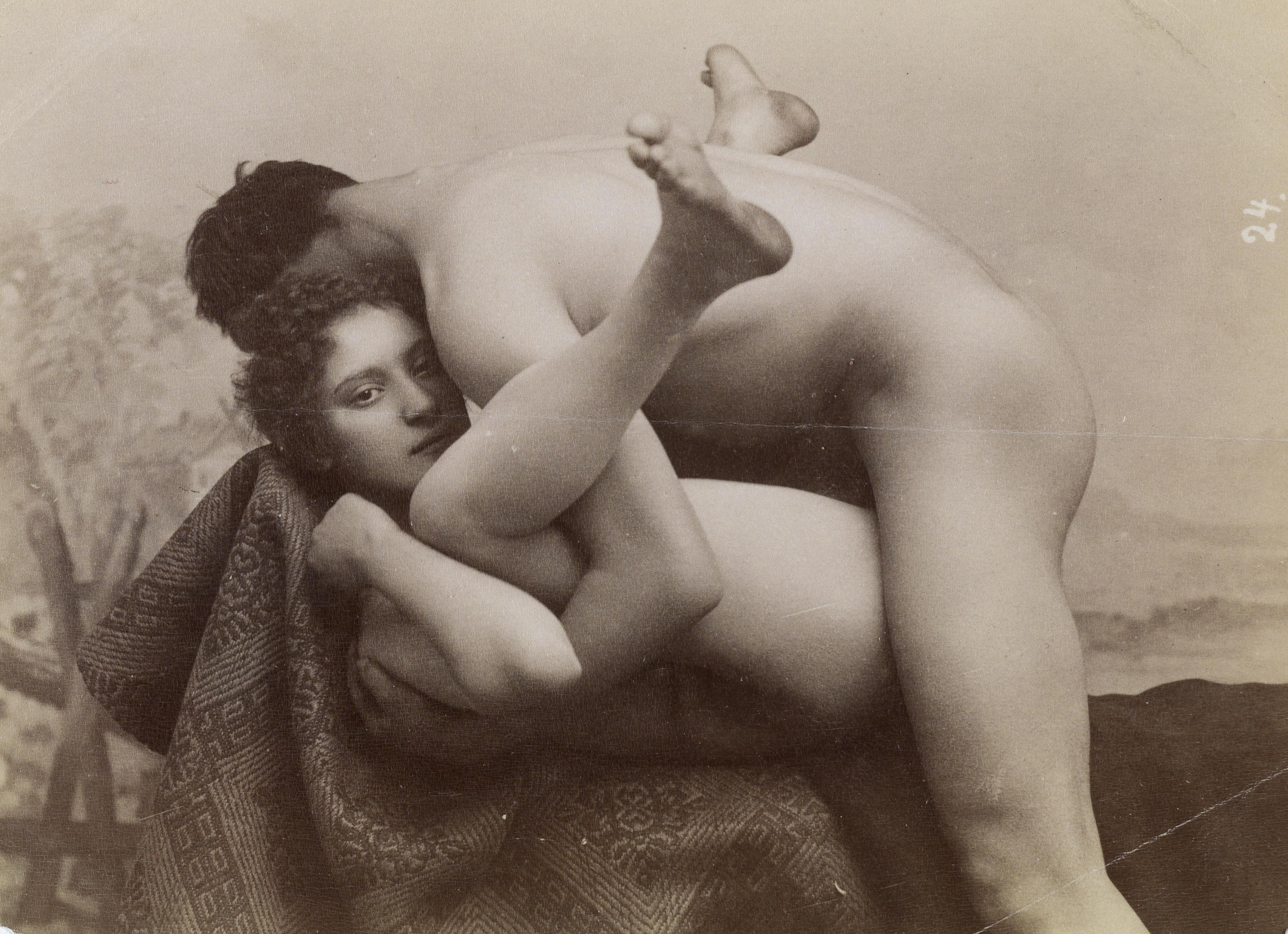
Эротическая фотокарточка конца XIX века

Первоначально софткор-порнография была представлена в основном в виде «мужских журналов» в 1950-х годах, когда было едва допустимо показать сосок на груди. К 1970-м годам в таких популярных журналах, как Playboy, Penthouse и Hustler, ни одна область тела не считалась запрещённой.
После формирования рейтинговой системы MPAA в Соединённых Штатах и до 1980-х годов, в основные кинотеатры, особенно в автокинотеатры, было выпущено множество софткор-фильмов с обширным диапазоном производственных затрат. Некоторые, такие как «Эммануэль» и «Алиса в стране чудес», получили положительные отзывы от известных критиков, таких как Роджер Эберт.
С 2000-х годов смягчённые стандарты кабельного телевидения позволили выпускать в эфир несколько телесериалов с сексуально откровенным или насильственным содержимым, которые в прошлом были бы ограничены рынком софткор-фильмов.